# Світнєв Петро Трохимович
Петро Трохимович Світнєв (рос. Петр Трофимович Свитнев) (1897 —1937) — радянський дипломат. Генеральний консул СРСР у Львові.

## Біографія
Народився у 1897 році. До 1930 року працював заступником завідувача організаційним відділом ЦК КП(б)У. Був помічником секретаря ЦК КП(б)У Миколи Попова.
У 1931–1932 рр. — Генеральним консулом СРСР у Мілані та Генуї.
З 4 червня 1934 — Генеральний консул СРСР у Львові.
15 листопада 1936 року перебуваючи у відпустці у Харкові, був заарештований органами НКВС.
27 лютого 1937 року помер у в'язничній лікарні, не витримавши методів «слідства».